# Yaita
Yaita (矢板市, Yaita-shi) és una ciutat i municipi de la prefectura de Tochigi, a la regió de Kanto, Japó. L'activitat principal de la zona és el petit comerç i la petita indústria.

## Geografia
El municipi de Yaita es troba localitzat al centre-nord de la prefectura de Tochigi, al començament de la regió de Nasu. La zona té una gran presència hidrica, amb nombrosos deus i rius. Yaita es troba instal·lada als peus del mont Takahara. El terme de Yaita també té nomborses zones de muntanya i boscoses. La part meridional del municipi té un relleu pla, ja que forma part dels límits septentrionals de la plana de Kantō. El centre urbà de Yaita es troba a 130 quilòmetres al nord des de Tòquio i a 30 quilòmetres al nord de la capital prefectural, Utsunomiya. El terme municipal de Yaita limita amb els d'Ōtawara i Nasushiobara al nord, amb Sakura a l'est i amb Shioya, al sud.

### Clima
Yaita té un clima continetal humid, caracteritzat per estius càlids i per hiverns freds i amb fortes nevades. La temperatura mitjana anual és de 12,2 graus. La qüantitat mitjana de precipitacions és de 1.482 mil·límetres, sent setembre el mes més humid. La temperatura mitjana més alta la trobem a l'agost, amb 24,6 graus i la més baixa al gener, amb 0,6 graus.

## Història
L'àrea on actualment es troba la localitat de Yaita ha estat habitada des d'almenys el paleolític japonès, havent mostres de treballs a les mines d'obsidiana de la zona des de fa vora 19.000 anys. Durant el període Tokugawa, gran part de l'actual terme municipal va ser propietat directa del clan Tokugawa. L'1 d'abril de 1889, amb la creació del nou sistema de municipis, es funden dins del districte de Shioya els pobles de Yaita, Izumi i Kataoka. El 25 de juny de 1895 Yaita assoleix la categoria de vila. L'1 de gener de 1955, la vila de Yaita s'annexa els pobles d'Izumi i Kataoka, esdevenint aquesta unió en ciutat l'1 de novembre de 1958.

## Demografia
| 1920   | 1930   | 1940   | 1950   | 1960   | 1970   | 1980   |
| ------ | ------ | ------ | ------ | ------ | ------ | ------ |
| ND     | ND     | ND     | 31.033 | 29.085 | 30.063 | 32.747 |
| 1990   | 2000   | 2010   | 2020   | 2030   | 2040   | 2050   |
| 35.603 | 36.466 | 35.358 | 31.343 | -      | -      | -      |

## Transport

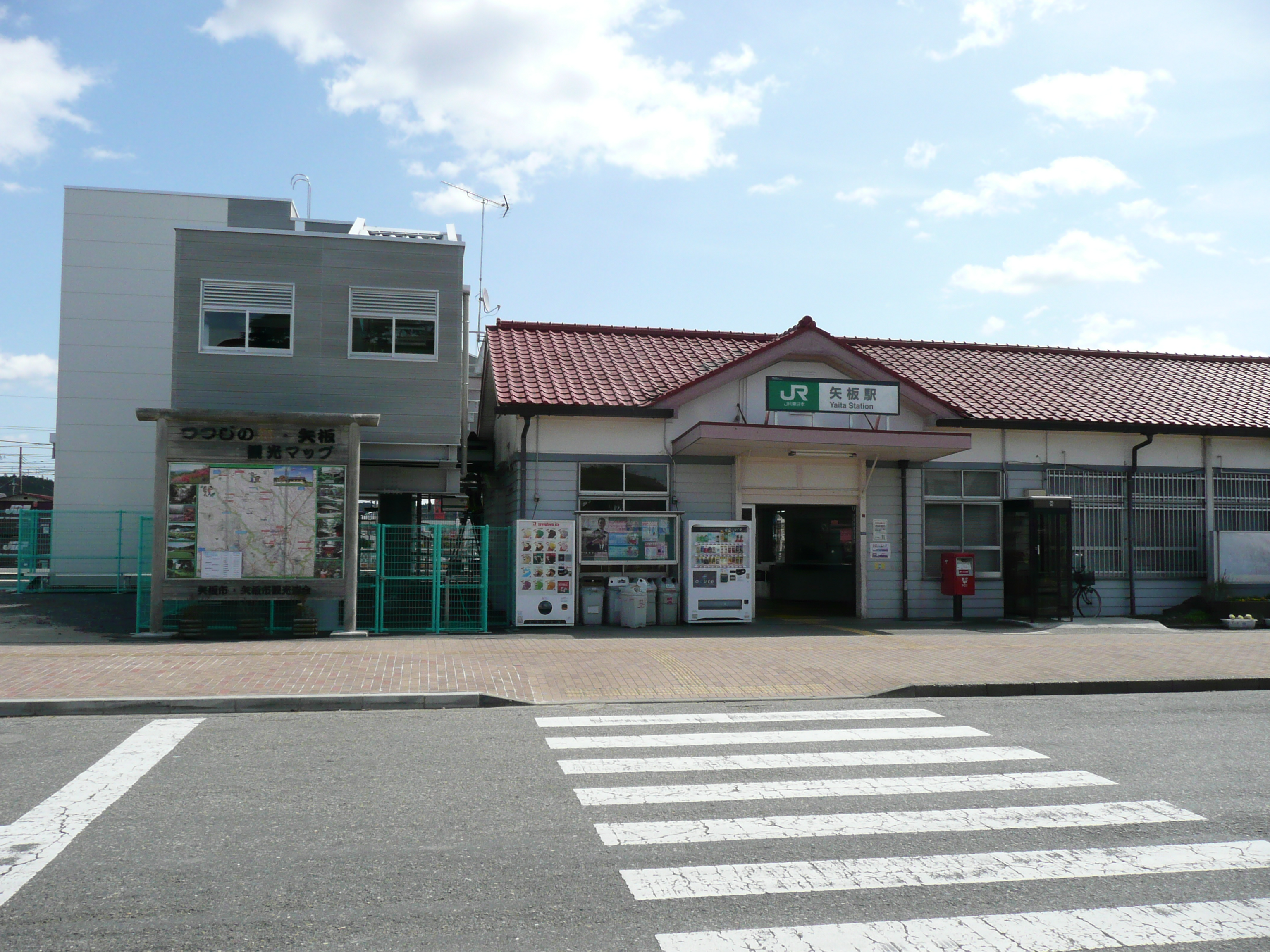
Estació de Yaita

### Ferrocarril
- Companyia de Ferrocarrils del Japó Oriental (JR East)
  - Kataoka - Yaita

### Carretera
- Autopista de Tōhoku
- Nacional 4 - Nacional 461